# Minettia gemina
Minettia gemina är en tvåvingeart som beskrevs av Shatalkin 1992. Minettia gemina ingår i släktet Minettia och familjen lövflugor. Inga underarter finns listade i Catalogue of Life.